# High Card
High Card (HIGH CARD?) è un media franchise giapponese creato da Homura Kawamoto, Hikaru Muno e TMS Entertainment. Un adattamento manga è iniziato con la serializzazione sulla rivista Manga UP! della casa editrice Square Enix dal 31 agosto 2022. In seguito, è stato creato un adattamento anime, prodotto da Studio Hibari, che è in onda dal 9 gennaio 2023.

## Trama
Dopo aver scoperto che il suo orfanotrofio stava per chiudere a causa dello stress finanziario, Finn Oldman, che viveva liberamente per strada, partì per un casinò con l'obiettivo di fare fortuna. Tuttavia, nulla avrebbe potuto preparare Finn all'incubo che lo stava aspettando. Una volta arrivato lì, Finn ha incontrato un inseguimento in auto e una sanguinosa sparatoria causata dalla carta "fortunata" di un uomo. Finn alla fine scopre di cosa parlava la sparatoria. L'ordine mondiale può essere controllato da un set di 52 X-Playing Cards con il potere di conferire diversi poteri e abilità sovrumane a coloro che li possiedono. Con queste carte, le persone possono accedere al potere nascosto del "compagno" che può essere trovato dentro di sé. C'è un gruppo segreto di giocatori chiamato High Card, a cui è stato ordinato direttamente dal Re di Fourland di raccogliere le carte che sono state sparse in tutto il regno, mentre lavoravano come dipendenti della compagnia di auto di lusso Pinochle. Scoperto per diventare il quinto membro del gruppo, Finn si unisce presto ai giocatori in una pericolosa missione per trovare queste carte. Tuttavia, la Who's Who, la casa automobilistica rivale ossessionata dalla sconfitta di Pinochle, e la Klondike Family, la più pericolosa e famigerata famiglia mafiosa di Fourland, ostacoleranno lui e la banda. Inizia così una battaglia frenetica tra questi giocatori ossessionati dalle carte, alimentata dalla giustizia, dal desiderio e dalla vendetta.

## Personaggi

Vijay, Leo, Finn, Chris e Wendy nella sigla d'apertura dell'anime

### Membri del High Card/Pinoche's Old Maid
Finn Oldman (フィン・オールドマン?, Fin Ōrudoman)
Doppiato da: Gen Satō (ed. giapponese), Marcello Gobbi (ed. italiana)
Il protagonista della serie e anche l'ultimo membro di High Card. è un abile borseggiatore con una grande vista e concentrazione che gli permettono di pensare più passi avanti. Dopo aver cercato di raccogliere rapidamente fondi per salvare l'orfanotrofio in cui è cresciuto, Finn si è presto ritrovato coinvolto nella battaglia per le carte X-Playing.
Tiene il 2 di picche, tra le carte più deboli, con l'abilità "Neo New Nambu", con la quale evoca un revolver Nambu carico nella sua mano e può evocare proiettili extra nella sua mano libera.
Chris Redgrave (クリス・レッドグレイヴ?, Kurisu Reddogureivu)
Doppiato da: Toshiki Masuda (ed. giapponese),  Giuseppe Ippoliti (ed. italiana)
Un donnaiolo e un abile guidatore, con un debole per i dolci. Recluta Finn dopo aver visto le sue abilità in prima persona a Bell End e diventa il suo mentore presso la filiale di Pinochle's Old Maid.
Impugna il 5 di cuori, con l'abilità "Calorie's High", che gli consente di convertire le calorie in eccesso per curare istantaneamente le ferite che altrimenti si sarebbero rivelate fatali, per questo deve mangiare molto ogni volta che usa i suoi poteri.
Leo Constantine Pinochle (レ オ ・ コ ン ス タ ン テ ィ ン ・ ピ ノ ク ル?, Reo Konsutantin Pinokuru)
Doppiato da: Shun Horie (ed. giapponese), Mosè Singh (ed. italiana)
Il figlio quattordicenne dell'amministratore delegato dell'azienda Pinochle e direttore dell'ufficio di Old Maid, con un comportamento che spesso irrita i suoi colleghi. Tuttavia, la sua posizione nella società e il suo denaro lo collocano in cima a High Card.
Leo brandisce il 7 di quadri, con l'abilità "Never no Dollars" che gli consente di scambiare istantaneamente qualsiasi somma di denaro fisicamente nelle vicinanze con un oggetto di valore equivalente.
Wendy Sato (ウェンディ・サト?, Wendi Sato)
Doppiata da: Haruka Shiraishi (ed. giapponese), Katia Sorrentino (ed. italiana)
Figlia di un maestro spadaccino dell'Estremo Oriente, Wendy si occupa della contabilità dell'ufficio della Vecchia Zitella di Pinochle.
Impugna l'asso di picche che evoca "Love and Peace", una katana con una mente propria, che il più delle volte prende possesso del corpo di Wendy se non molla la spada.
Vijay Kumar Singh (ヴ ィ ジ ャ イ ・ ク マ ー ル ・ シ ン?, Vijai Kumāru Shin)
Doppiato da: Yūichirō Umehara (ed. giapponese), Omar Vitelli (ed. italiana)
Uno studente presso l'Università di Cribbage e un bravo cuoco che gestisce i sistemi nell'ufficio di Pinochle's Old Maid, ma la sua personalità distaccata lo rende difficile da avvicinare per la maggior parte delle persone. Impugna il 3 di fiori, con il potere "Green Green", che gli permette di comunicare con le piante vicine e controllarle.
Bernard Symons (バ ー ナ ー ド ・ シ モ ン ズ?, Bānādo Shimonzu)
Doppiato da: Kazuhiro Yamaji (ed. giapponese), Oliviero Corbetta (ed. italiana)
Il maggiordomo di Leo che funge da amministratore per High Card che fa di tutto, dal servire il tè alla manutenzione delle auto presso la filiale di Pinochle's Old Maid.
Theodore Constantine Pinochle (セ オ ド ー ル ・ コ ン ス タ ン テ ィ ン ・ ピ ノ ク ル?, Seodōru Konsutantin Pinokuru)
Doppiato da: Daisuke Ono (ed. giapponese), Lorenzo Scattorin (ed. italiana)
L'amministratore delegato di Pinochle, il padre di Leo e capo di High Card che lavora direttamente sotto il re.
Owen Alldays (オーウェン・オールデイズ?, Ōwen Ōrudeizu)
Doppiato da: Nobunaga Shimazaki (ed. giapponese), Jacopo Calatroni (ed. italiana)
Il segretario personale di Theodore che esegue fedelmente i suoi ordini.

### Membri della Who's Who
Norman Kingstadt (ノーマン・キングスタット?, Nōman Kingusutatto)
Doppiato da: Toshihiko Seki (ed. giapponese), Matteo De Mojana (ed. italiana)
L'esuberante e carismatico CEO di "Who's Who". Ha una rivalità unilaterale con il suo amico d'infanzia Theodore, anche se non ricambia.
Blist Blitz Broadhurst (ブ リ ス ト ・ ブ リ ッ ツ ・ ブ ロ ー ド ハ ー ス ト?, Burisuto Burittsu Burōdohāsuto)
Doppiato da: Shunsuke Takeuchi (ed. giapponese), Andrea Moretti (ed. italiana)
Segretario personale e guardia del corpo di Norman. A differenza del suo capo, Blist preferisce mantenere un atteggiamento strettamente professionale durante il lavoro, ricordando costantemente a Norman la retribuzione e le normative sul lavoro anche mentre lavora per collezionare carte X-Playing per lui.
È anche un giocatore con il potere "Million Volt", che gli consente di incanalare l'elettricità attraverso il suo corpo.
Brandy Blumenthal (ブランディ・ブルーメンタール?, Burandi Burūmentāru)
Doppiata da: Mie Sonozaki (ed. giapponese), Giuliana Atepi (ed. italiana)
L'altra segretaria personale e guardia del corpo di Norman che vede la sua ossessione per il suo rivale e le carte X-Playing come una perdita di tempo, anche se lei gli fornisce supporto.

### Klondike Family
Ban Klondike (バン・クロンダイク?, Ban Kurondaiku)
Doppiato da: Tomokazu Seki (ed. giapponese), Alessandro D'Errico (ed. italiana)
Il capo della Klondike Family, noto in tutta Fourland come spietato boss mafioso, anche se sembra avere un lato più tenero quando ha a che fare con donne e bambini. Ban cerca le carte X-Playing per i propri fini e ha una storia condivisa con Theodore e Norman.
Tilt (ティルト?, Tiruto)
Doppiato da: Toshiyuki Toyonaga (ed. giapponese), Ezio Vivolo (ed. italiana)
Un giovane dirigente del Klondike che funge da forza di mediazione per le lotte interfamiliari e gestisce la ricerca delle carte X-Playing.
Bobby Ball (ボ ビ ー ・ ボ ー ル?, Bobī Bōru)
Doppiato da: Chiharu Sawashiro (ed. giapponese), Alessandro Fattori (ed. italiana)
Un membro della famiglia Klondike che lavora sotto Tilt per acquisire le carte X-Playing ed è crudele con quasi tutti quelli che incontra.
Impugna il 3 di quadri con il potere "Marble Rumble" che gli consente di trasformare tutto ciò che afferra in biglie, che può quindi utilizzare come armi a proiettili.

### Altri Personaggi
Greg Young (グレッグ・ヤング?, Gureggu Yangu)
Doppiato da: Toshiyuki Morikawa (ed. giapponese), Massimiliano Lotti (ed. italiana)
Un ispettore veterano all'interno del dipartimento di polizia dello scudo e una delle poche persone al di fuori di High Card che è a conoscenza della sua esistenza così come delle carte X-Playing. Greg è un vecchio amico sia di Ban che di Theodore.
Sugar Peace (シ ュ ガ ー ・ ピ ー ス?, Shugā Pīsu)
Doppiata da: Rie Takahashi (ed. giapponese), Martina Tamburello (ed. italiana)
Una detective alle prime armi che lavora sotto Greg.
Michelle Redgrave (ミシェル・レッドグレイブ?, Misheru Reddogureibu)
Doppiata da: Yurie Kozakai (ed. giapponese), Giada Sabellico (ed. italiana)
La sorella minore di Chris. Ha una malattia genetica ereditata dalla madre.
Lindsey Betz (リ ン ジ ー ・ ベ ッ ツ?, Rinjī Bettsu)
Doppiato da: Eiji Hanawa (ed. giapponese), Renato Novara (ed. italiana)
Il direttore dell'orfanotrofio Sun Fields, un uomo di buon carattere che lotta per mantenere aperto l'orfanotrofio mentre ha problemi a pagare l'affitto a un padrone di casa indifferente.

## Media
Il 9 giugno 2021, è stato annunciato che Homura Kawamoto, Hikaru Muno e TMS Entertainment avrebbero creato e pubblicato un media franchise, che include sia un adattamento manga che un adattamento anime. 

### Manga
Il manga, scritto da Homura Kawamoto e disegnato da Ebimo, è uscito in Giappone il 31 agosto 2022 ed è stato distribuito sulla rivista Manga UP! della casa editrice Square Enix. Il manga è intitolato HIGH CARD -♢9 No Mercy.

### Anime
L'anime è uscito il 9 gennaio 2023 ed è tuttora in corso. Viene trasmesso sulle reti AT-X, Tokyo MX, TVA, KBS Kyoto, SUN e BS11. La serie è prodotta dallo studio Studio Hibari e diretto da Junichi Wada con Kenichi Yamashita, Kazuhiko Inukai, Shingo Nagai, e Naoki Kuroyanagi che si occupano della composizione della serie, con Ryo Takahashi che si occupa della colonna sonora. La sigla di apertura è intitolata Trickster eseguita dal gruppo Five New Old, mentre la sigla di chiusura è Squad! eseguita da Meychan. Il 26 marzo 2023 è stata annunciata la seconda stagione. Quest'ultima è stata trasmessa dall'8 gennaio al 25 marzo 2024. La sigla d'apertura è Showdown dei Five New Old mentre quella di chiusura è Hakuchūmu (白昼夢?) di Raon.
In Italia la serie viene distribuita in versione sottotitolata sia su Crunchyroll che sulla piattaforma di streaming Amazon Prime Video. Il doppiaggio italiano viene pubblicato da Yamato Video dal 30 novembre 2023 su Prime Video sul canale Anime Generation.

#### Episodi

##### Prima stagione
| Nº | Titolo italiano Giapponese 「Kanji」 - Rōmaji | In onda          | In onda          |
| Nº | Titolo italiano Giapponese 「Kanji」 - Rōmaji | Giapponese       | Italiano         |
| 1  | One shot 「ONE SHOT」                         | 9 gennaio 2023   | 30 novembre 2023 |
| 2  | Make a choice 「MAKE A CHOICE」               | 16 gennaio 2023  | 7 dicembre 2023  |
| 3  | Crazy Rich 「CRAZY RICH」                     | 23 gennaio 2023  | 14 dicembre 2023 |
| 4  | Samurai girl 「SAMURAI GIRL」                 | 30 gennaio 2023  | 21 dicembre 2023 |
| 5  | Power Game 「POWER GAME」                     | 6 febbraio 2023  | 28 dicembre 2023 |
| 6  | Take back five 「TAKE BACK FIVE」             | 13 febbraio 2023 | 4 gennaio 2024   |
| 7  | Love & Fake 「LOVE & FAKE」                   | 20 febbraio 2023 | 11 gennaio 2024  |
| 8  | Heat Up 「HEAT UP」                           | 27 febbraio 2023 | 18 gennaio 2024  |
| 9  | By Your Side 「BY YOUR SIDE」                 | 6 marzo 2023     | 25 gennaio 2024  |
| 10 | To be apart 「TO BE APART」                   | 13 marzo 2023    | 1º febbraio 2024 |
| 11 | Chris 「CHRIS」                               | 20 marzo 2023    | 8 febbraio 2024  |
| 12 | Finn 「FINN」                                 | 27 marzo 2023    | 15 febbraio 2024 |

##### Seconda stagione
| Nº | Titolo italiano Giapponese 「Kanji」 - Rōmaji | In onda          | In onda        |
| Nº | Titolo italiano Giapponese 「Kanji」 - Rōmaji | Giapponese       | Italiano       |
| 1  | Knightmare 「KNIGHTMARE」                     | 8 gennaio 2024   | 5 giugno 2024  |
| 2  | Truth of the Hero 「TRUTH OF THE HERO」       | 15 gennaio 2024  | 12 giugno 2024 |
| 3  | Answer the Door 「ANSWER THE DOOR」           | 22 gennaio 2024  | 18 giugno 2024 |
| 4  | Once Upon a Time 「ONCE UPON A TIME」         | 29 gennaio 2024  | 26 giugno 2024 |
| 5  | Look at Me 「LOOK AT ME」                     | 5 febbraio 2024  | 3 luglio 2024  |
| 6  | Hold Your Hand 「HOLD YOUR HAND」             | 12 febbraio 2024 | 10 luglio 2024 |
| 7  | Prisoners 「PRISONERS」                       | 19 febbraio 2024 | 17 luglio 2024 |
| 8  | Lala Valdenklein 「LALA VALDENKLEIN」         | 26 febbraio 2024 | 24 luglio 2024 |
| 9  | Coming Day 「COMING DAY」                     | 4 marzo 2024     | 31 luglio 2024 |
| 10 | Winner or Loser 「WINNER OR LOSER」           | 11 marzo 2024    | 7 agosto 2024  |
| 11 | Sweet Home 「SWEET HOME」                     | 18 marzo 2024    | 14 agosto 2024 |
| 12 | Last Shot 「LAST SHOT」                       | 25 marzo 2024    | 21 agosto 2024 |